# Sony Ericsson P1
Sony Ericsson P1 je naslednik serije Sony Ericsson P990. Aparat združuje sestavne dele serije P990 z nekaterimi lastnostmi aparatov serije M600. Na tržišču se je pojavil 8. maja 2007. Na Kitajskem obstaja še različica aparata P1, imenovana P1c. Za razliko od modelov P1/ P1i, P1c ne podpira prenosa podatkov preko 3G, ampak v ta namen uporablja tehnologijo EDGE, ki je sicer mnogo počasnejša, vendar širše dostopna, predvsem v ZDA in Evropi.
Telefon poganja operacijski sistem UIQ 3.0, ki bazira na Symbian OS 9.1. Aparat je od modela M600 malce debelejši, kar je posledica drugačnih sestavnih delov strojne opreme, kljub temu pa je znantno manjših dimenzij od modela P990. P1 naj bi bil po uradnih podatkih kar za 25% manjši od predhodnika.
P1 ima 256 MB bralnega pomnilnika (ROM), kar je dvakrat več od modela P990. Poleg tega ima 160 MB notranjega pomnilnika in možnost razširitve z uporabo pomnilniške kartice. Aparat podpira kartice Memory Stick Micro M2 do velikosti 16 GB..